# أتراك قنقلي
أتراك قنقلي  أو قوم قَنقلی قوم من أتراك سهل القفجاق (الواقع في تركستان حاليا). وتركان خاتون تنتمي إلى أتراك قنقلي. وكان لسيطرة تركان خاتون وجنودها المرتزقة من عشيرة قنقلي على ولايات الدولة الخوارزمية تحت إدارتهم المستقلة دورها في جعل السلطان محمد قليل الحيلة حتى في اختياره لولي عهد مملكته، ولم يكن أمامه سوى النزول على رغبات والدته.